# Мулзум (Вурстен)
Мулзум (њем. Mulsum) општина је у њемачкој савезној држави Доња Саксонија. Једно је од 57 општинских средишта округа Куксхафен. Према процјени из 2010. у општини је живјело 498 становника. Посједује регионалну шифру (AGS) 3352037.

## Географски и демографски подаци
Мулзум се налази у савезној држави Доња Саксонија у округу Куксхафен. Општина се налази на надморској висини од 3 метра. Површина општине износи 8,4 km². У самом мјесту је, према процјени из 2010. године, живјело 498 становника. Просјечна густина становништва износи 59 становника/km².